# Air Berlin

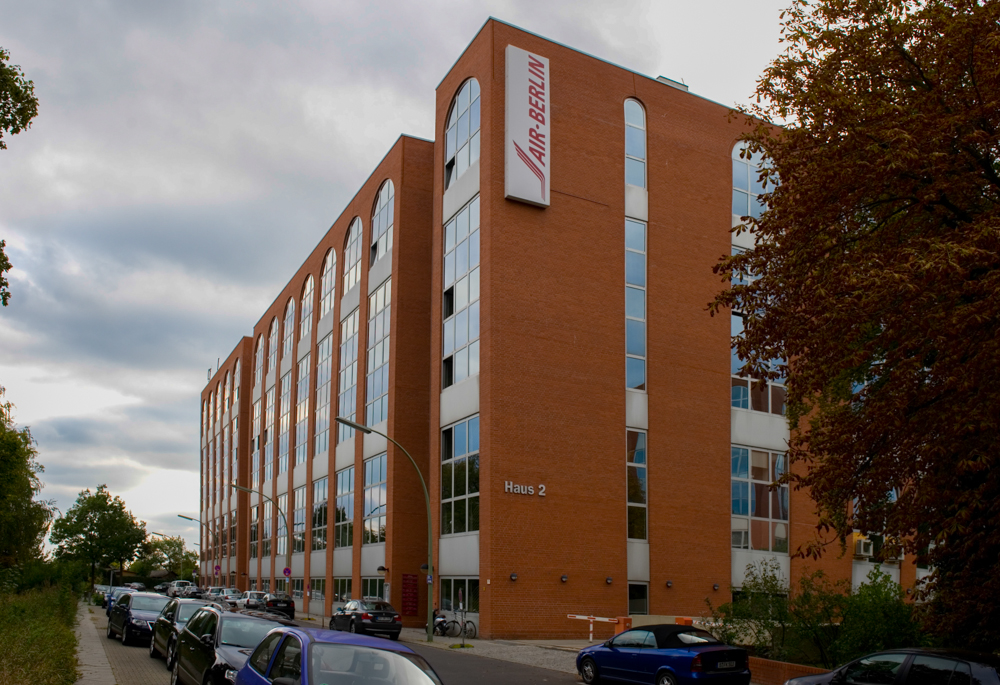
Het voormalig hoofdkantoor van Air Berlin

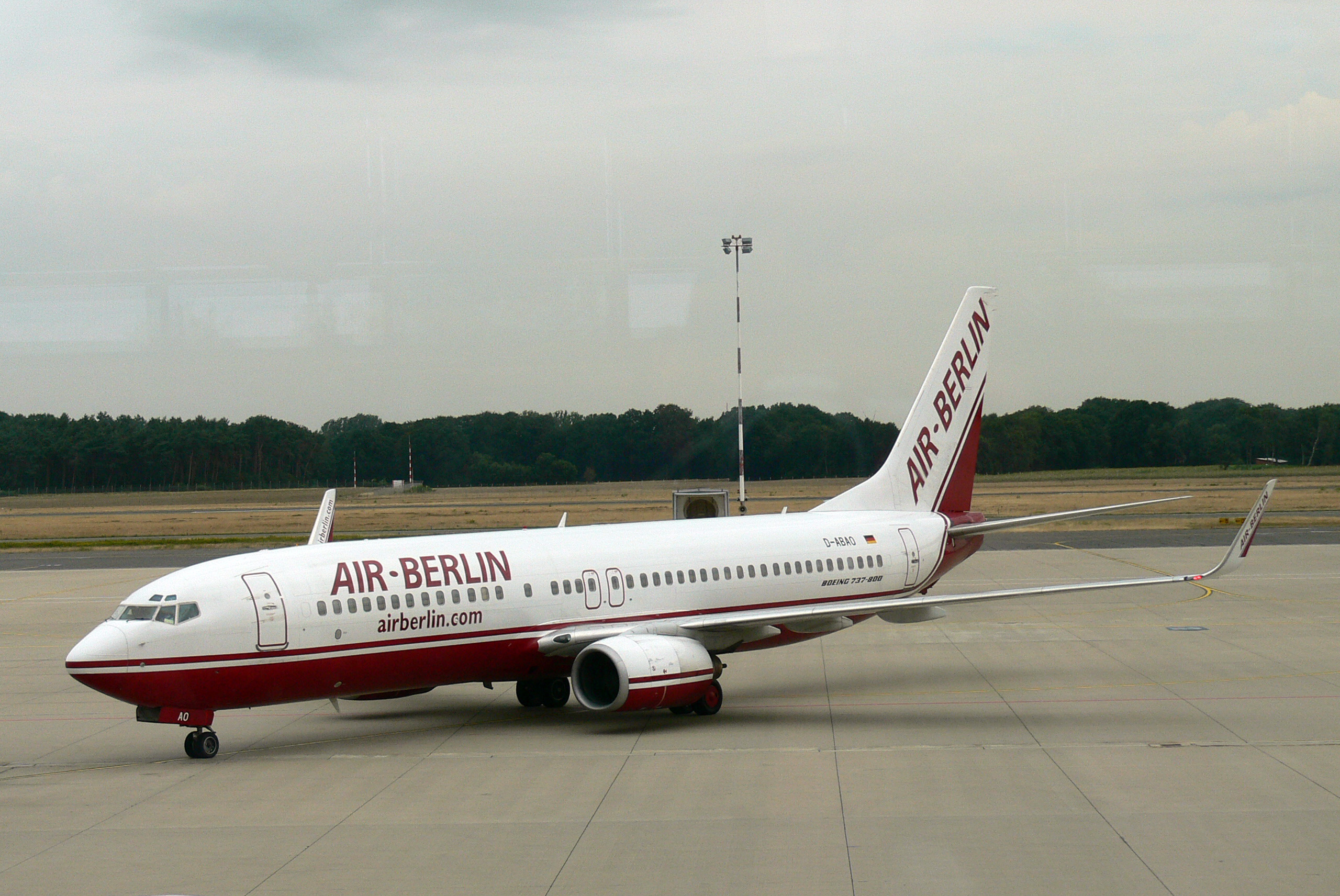
Een Air Berlinvliegtuig in de oude kleurenstelling.

Air Berlin, voluit Air Berlin PLC & Co. Luftverkehrs KG, was van 1978 tot en met oktober 2017 een Duitse luchtvaartmaatschappij en na Lufthansa de op één na grootste van Duitsland. Op 15 augustus 2017 vroeg het bedrijf faillissement aan. De laatste passagiersvlucht vond plaats op 27 oktober 2017.
Air Berlin was een low-cost luchtvaartmaatschappij, die tegen lage prijzen passagiers vervoerde naar Europese steden en zonnige vakantiebestemmingen. Naast de lijnvluchten vervoerde Air Berlin ook passagiers op charterbasis in opdracht van Nederlandse of Duitse reisorganisaties naar diverse vakantiebestemmingen. Air Berlin gebruikte als huisstijl donkerrood en wit.

## Geschiedenis

### 1970-1979
In juli 1978 werd in de Amerikaanse staat Oregon Air Berlin Inc. opgericht als Berlijnse charterluchtvaartmaatschappij met Amerikaanse vergunning (FAA), omdat na de Tweede Wereldoorlog tot aan de Duitse hereniging in 1990 alleen vliegtuigen van de zegevierende mogendheden naar West-Berlijn mochten vliegen. De officiële zetel van de luchtvaartmaatschappij was Miami in Florida. De eerste vlucht van de maatschappij vond op 28 april 1979 plaats met een Boeing 707 van Berlijn naar Palma de Mallorca. Air Berlin specialiseerde zich in bestemmingen naar het Middellandse Zeegebied. Tot aan het einde van de activiteiten was Mallorca de belangrijkste bestemming van Air Berlin.

### 1990-1999
Na de Duitse hereniging kwam ook de soevereiniteit in de lucht voor de geallieerden te vervallen, zodat er een toelatingswissel naar de Duitse federale luchtvaartinstantie Luftfahrt-Bundesamt (LBA) noodzakelijk was. Op 16 april 1991 kreeg de maatschappij de naam Air Berlin GmbH & Co. Luftverkehrs KG. In de daaropvolgende tijd veranderde de bedrijfsleider Joachim Hunold het bedrijfsprofiel fundamenteel. De voorheen kleine charterluchtvaartmaatschappij groeide geleidelijk uit tot de op een na grootste luchtvaartmaatschappij van Duitsland met een soortgelijk netwerk. Sinds 1999 was Air Berlin lid van de International Air Transport Association (IATA).

### 2000-2009
In 2004 richtte Air Berlin samen met de Oostenrijkse luchtvaartmaatschappij NIKI het eerste Europese low-fare-verbond op. Met ingang van 1 januari 2006 veranderde Air Berlin zijn ondernemingsvorm van GmbH & Co. KG in PLC & Co. KG. Op 11 mei 2006 vond de primaire emissie van de onderneming plaats. Op 17 augustus 2006 maakte Air Berlin bekend dat het concurrent Dba over zou nemen. Dba functioneerde daarna nog enige tijd als zelfstandige dochtermaatschappij, maar sinds april 2007 is de maatschappij volledig in Air Berlin geïntegreerd en als merk van de markt verdwenen.
Op 27 maart 2007 kondigde Air Berlin de overname aan van Duitse branchegenoot LTU. De merknaam LTU is hierbij deels gehandhaafd, maar enkel nog voor de intercontinentale bestemmingen. De Zuid-Europese bestemmingen zijn opgegaan in het routenetwerk van Air Berlin. Op 20 september 2007 werd bekendgemaakt dat Air Berlin na dba ook de Duitse luchtvaartmaatschappij Condor wilde overnemen. Deze overname zou volgens de plannen in 2010 volledig afgerond moeten zijn, maar er kwam geen toestemming van de mededingingsautoriteiten. Eveneens in 2007 verwierf Air Berlin een aandeel van 49% in de Zwitserse luchtvaartmaatschappij Belair Airlines AG.
In 2008 is het logo van Air Berlin veranderd en hebben de toestellen een andere kleurstelling gekregen.
In 2009 bezegelden Air Berlin PLC en TUI Travel PLC voor hun Duitse vlieghandel een langlopende strategische alliantie. Met ingang van de winterdienstregeling 2009/10 nam Air Berlin het city-luchtnet over van TUIfly.

### 2010-2017
Op 27 juli 2010 maakte Air Berlin bekend toe te treden tot luchtvaartalliantie Oneworld. Vanaf november 2010 bood Air Berlin onder gemeenschappelijke vluchtnummers vluchten met American Airlines en Finnair aan. Op 20 maart 2012 is Air Berlin uiteindelijk volledig lid geworden van Oneworld.
In december 2011 verhoogde Etihad Airways zijn belang in Air Berlin van 2,9% naar 29,2%. Air Berlin gaf 29 miljoen nieuwe aandelen uit die Etihad kocht voor 73 miljoen euro. Verder verstrekte Etihad een lening ter waarde van 255 miljoen dollar met een looptijd van vijf jaar. Air Berlin zou het geld gaan gebruiken om de vloot uit te breiden. Naast een code share-overeenkomst met Etihad verhuisde Air Berlin ook de vluchten naar het Midden-Oosten van Dubai naar Abu Dhabi, de hub van Etihad.
Na het forse verlies over 2013 was een versterking van het eigen vermogen noodzakelijk. Etihad heeft in maart 2014 ingestemd met een converteerbare obligatielening van 300 miljoen euro. Er is geen termijn afgesproken voor de omwisseling van deze obligaties in aandelen en het opgehaalde vermogen kan tot het eigen vermogen van Air Berlin worden gerekend.
In december 2016 verkocht Air Berlin zijn belang in NIKI aan Etihad voor 300 miljoen euro. Air Berlin was verlieslatend en kon het geld goed gebruiken. Etihad werd voor bijna 50% eigenaar van NIKI en zou samen met de NIKI Privatstiftung alle aandelen onderbrengen in een nieuwe joint venture met TUIfly Duitsland. NIKI neemt vanaf de zomer 2017 vrijwel alle Europese vakantievluchten van Air Berlin over. Voor Air Berlin resteerde een beperkt Europees zakennetwerk en een aantal verre bestemmingen in Amerika.
Op 15 augustus 2017 vroeg Air Berlin het faillissement aan. De Duitse overheid stelde een overbruggingskrediet van 150 miljoen euro tot 28 oktober beschikbaar om tijdelijk de vluchten verder uit te voeren en zo te verhinderen dat Air Berlin-klanten in het midden van de vakantieperiode dreigden vast te zitten. Lufthansa toonde meteen interesse om de activa of toch een deel ervan over te nemen. Voordien had grootaandeelhouder Etihad, die de maatschappij ondersteunde, al gezegd daarmee te stoppen. Door het faillissement traden Air Berlin en NIKI in oktober 2017 terug uit de Oneworld-alliantie. Op vrijdag 27 oktober 2017 werd de laatste vlucht uitgevoerd.
In oktober 2017 werd bekend dat Lufthansa veel activiteiten van het failliete Air Berlin overnam. De overname betreft NIKI en Luftfahrtgesellschaft Walter mbH (LGW). LGW telde 870 medewerkers en 17 Bombardier Dash 8 Q400 en 13 Airbus A320 vliegtuigen. NIKI had 830 personeelsleden en 20 Airbus A320 toestellen. Zij versterken Lufthansa's Eurowings. Lufthansa huurde al 38 toestellen van Air Berlin. Lufthansa verwachtte dat het tot drie maanden zou duren voordat de Europese Unie de overname heeft goedgekeurd. Eind oktober werd ook bekend dat easyJet 24 Airbus-toestellen ging overnemen om de basis in Berlijn uit te bouwen. Ongeveer 1000 personeelsleden van Air Berlin gingen mee over. In totaal had Air Berlin 144 vliegtuigen en 8000 werknemers in augustus 2017. Door het faillissement is het bedrijf uit de SDAX-aandelenindex verwijderd. Zo'n negen maanden na de laatste vlucht heeft zo'n 85% van de 8000 ex-medewerkers van Air Berlin nieuwe baan gevonden. Zij vonden werk bij andere vliegtuigmaatschappijen, zoals Eurowings, easyJet en Ryanair.

## Resultaten
|                            | 2003 | 2004 | 2005   | 2006   | 2007   | 2008   | 2009   | 2010   | 2011   | 2012   | 2013   | 2014   | 2015   | 2016   |
| -------------------------- | ---- | ---- | ------ | ------ | ------ | ------ | ------ | ------ | ------ | ------ | ------ | ------ | ------ | ------ |
| Omzet (in miljoen €)       | 863  | 1034 | 1215   | 1575   | 2537   | 3401   | 3240   | 3724   | 4227   | 4312   | 4147   | 4160   | 4082   | 3785   |
| Resultaat (in miljoen €)   | 36,7 | −2,9 | −115,9 | 40,1   | 21,0   | -75,0  | -9,5   | −97,2  | -271,8 | 6,8    | -315,5 | -376,7 | -446,6 | -781,9 |
| Aantal medewerkers         | 1956 | 2146 | 2764   | 4108   | 8360   | 8311   | 8278   | 8900   | 9113   | 9284   | 8905   | n.b.   | 8869   | 8481   |
| Passagiers (× 1000)        | -    | -    | 17 505 | 19 702 | 27 863 | 28 559 | 27 911 | 33 593 | 35 300 | 33 346 | 31 536 | 31 726 | 30 249 | 28 921 |
| Stoelbezetting             | -    | -    | 75,2%  | 75,3%  | 77,2%  | 78,4%  | 77,3%  | 76,8%  | 78,2%  | 79,8%  | 81,1%  | 83,5%  | 84,2%  | 84,3%  |
| Vliegtuigen per jaarultimo | 46   | 47   | 79     | 117    | 124    | 125    | 152    | 169    | 170    | 155    | 140    | 149    | 153    | 139    |

## Vloot

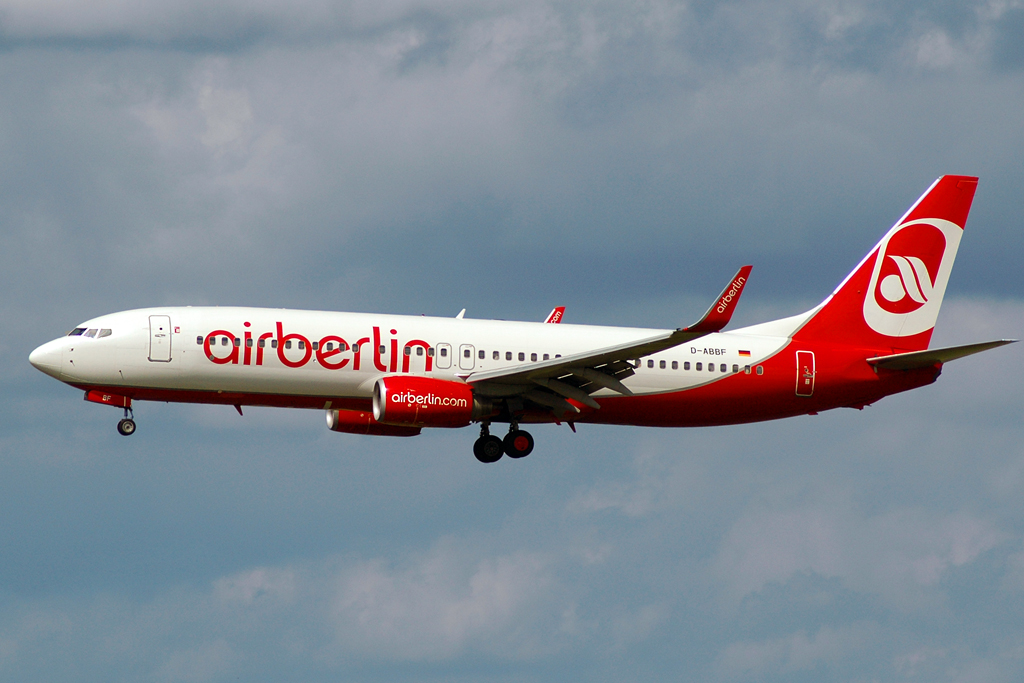
Boeing 737-800

De vloot van Air Berlin bestond op 31 mei 2017 uit de volgende toestellen.
| Type                   | Aantal | Zitplaatsen (business/economy) |
| ---------------------- | ------ | ------------------------------ |
| Airbus A319-100        | 11     | 150 (0/150)                    |
| Airbus A320-200        | 66     |                                |
| Airbus A321-200        | 7      | 210 (0/210) en 212 (0/212)     |
| Airbus A330-200        | 17     |                                |
| Boeing 737-700         | 5      | 148 (0/148)                    |
| Boeing 737-800         | 9      | 186 (0/186)                    |
| Bombardier Dash 8 Q400 | 20     | 74 (0/74) en 76 (0/76)         |
| Totaal                 | 135    |                                |

## Onderscheidingen
- Telegraph Travel Award 2008[13]
- World Travel Award 2008[14]
- European Business Award 2009[13]
- oekom research 2009[13]
- Business Travel Award 2010[15]
- Spain Tourism Award (STAR) 2010[13]
- Skytrax World Airline Award 2010[16]
- Danish Travel Award 2010[13]
- Franz-von-Mendelssohn-Medaille 2010[13]
- TravelPlus Airline Amenity Bag Awards 2011[13]
- Marken-Award 2011[13]